# Daniel Rudstedt
Daniel Gunnar Rudstedt, född 11 juni 1973 i Skarpnäcks församling, Stockholm, är en svensk skådespelare, regissör och manusförfattare.
Daniel Rudstedt studerade vid Kulturama i Stockholm 1994-1996.
Rudstedt har medverkat i bl.a. Patrik Eklunds filmer Situation Frank, Slitage och I stället för Abrakadabra
Kortfilmen Istället för Abrakadabra blev nominerad till en Oscar för bästa kortfilm 2010 och  kortfilmen Slitage vann kritikerveckans pris i Cannes 2009.
Rudstedt är verksam på Profilteatern i Umeå.

## Filmografi
- Flimmer (2012)[2]
- Slitage (2009)[2]
- Istället för abrakadabra (2008)[2]
- Situation Frank (2007)
- Klasskamrater (2006)[3]
- Video (2006)[3]
- Lika barn leka bäst (2004)[3]
- Tanken som räknas (2003)[2]
- No Law 4000 (2002)[2]

## Skådespelare - Teater (I urval)
- Högspänning (2024) Profilteatern
- Sveaborg (2008) Föreningen Interaktiv Historia
- Ur en kos dagbok (2005) Teater Acedia
- Varför är det så ont om Q (2003) (Profilteatern)[4]
- Ten minutes to midnight (2003) (Profilteatern)[4]

## Regissör
- Högspänning (2024) Profilteatern
- Earshot av Morris Panych (2008) (Profilteatern)[4]
- Six Gun Blues (2007) Teater Acedia
- Eko (2006) Teater Acedia
- Ur en Kos Dagbok (2005) Teater Acedia
- I skuggan av Fadren (2005) Teater Acedia
- Paying Guests (2004) Teater Acedia